# ريتشارد كارل
ريتشارد كارل (بالإنجليزية: Richard Carle)‏ مواليد 7 يوليو 1871 في سومرفيل، الولايات المتحدة - الوفاة 28 يونيو 1941 في كاليفورنيا، الولايات المتحدة، هو ممثل أمريكي بدأ مسيرته الفنية سنة 1915. ظهر في قرابة 132 فيلما. امتدت مسيرته الفنية لأكثر من 26 عاما.

## الأعمال
- ساعة معك
- خطر
- نينوتشكا
- ماك جنتي العظيم

## روابط خارجية
- ريتشارد كارل على موقع IMDb (الإنجليزية)
- ريتشارد كارل على موقع ألو سيني (الفرنسية)
- ريتشارد كارل على موقع أول موفي (الإنجليزية)
- ريتشارد كارل على موقع قاعدة بيانات برودواي على الإنترنت (الإنجليزية)
- ريتشارد كارل على موقع قاعدة بيانات الأفلام السويدية (السويدية)
- ريتشارد كارل على موقع قاعدة بيانات الفيلم (الإنجليزية)
- ريتشارد كارل على موقع كينوبويسك (الروسية)